# Diari d'un desaparegut
Diari d'un desaparegut, JW V/12 (en txec, Zápisník zmizelého), és un cicle de cançons per a tenor, mezzosoprano, tres veus femenines i piano, escrit pel compositor txec Leoš Janáček que es va basar en una sèrie de poemes anònims publicats en un diari txec. Es va estrenar en el Teatre Reduta de Brno el 18 d'abril de 1921.
S'han fet diverses versions orquestrals, com la de Gustav Kuhn.

## Origen i context
El 14 de maig de 1916, el diari Lidové noviny va publicar uns versos titulats De la ploma d'un escriptor autodidacta. Aquest «diari en vers» narra la història d'un noi de poble enamorat de la jove gitana Zefka (Žofka), i que ha decidit deixar la família i el poble per anar amb ella. Els versos van impressionar profundament a Leoš Janáček (col·laborador de Lidové noviny en aquella època), i va decidir reformar els poemes i fer-ne un cicle de cançons. Va crear una obra en vint-i-dues parts, acompanyat també amb algunes exigències escèniques. El cicle va ser compost entre l'agost de 1917 i el juny de 1919, les últimes modificacions les va introduir Janáček al desembre de 1920. El compositor va crear l'obra al mateix temps que altres composicions.
La composició està basada en la història de l'amiga i tardà amor de Janáček Kamila Stösslová. Janáček expressava la seva inclinació en les cartes a Stösslová, i va esmentar fins i tot la inspiració per al personatge de la gitana Zefka: «...I la gitana bruna en el meu Diari d'un desaparegut -aquesta eres tu. Per això hi ha tant foc emocional en l'obra. Tant foc que si tots dos ens veiéssim atrapats, ens tornaríem cendres....I al llarg de tota l'obra, jo pensava en tu! Tu eres la meva Žofka. Žofka amb un nen en braços, i ell corre darrere d'ella!...».

## Representacions
Diari d'un desaparegut es va estrenar al Teatre Reduta de Brno el 18 d'abril de 1921 sota el títol de Diari d'un desaparegut de qui mai es va saber res més, el final del títol més tard va ser eliminat. La part del tenor va ser interpretada per Karel Zavřel, el de contralt per Ludmila Kvapilová-Kudláčková, i la de piano va ser tocat per un estudiant de Janáček, el pianista i director Břetislav Bakala.

## Llibret
L'autor del text va ser anònim i va romandre així fins a finals del segle xx. La veritable identitat de l'autor del Diari va ser revelat pel Dr. Jan Mikeska el 1998, uns vuitanta anys després que es publiquessin els versos, i va ser l'escriptor valac Ozef Kalda.

## Estructura
El cicle està format per vint-i-dues parts:
- 1. Andante
- 2. Con moto
- 3. Andante
- 4. Andante
- 5. Adagio
- 6. Allegro
- 7. Con moto
- 8. Andante
- 9.
- 10. Un poco più mosso
- 11. Con moto
- 12.
- 13. Andante
- 14. Adagio
- 15. Allegro
- 16. Adagio
- 17. Recit.
- 18. L'istesso tempo
- 19. Andante
- 20. Con moto
- 21. Meno mosso
- 22. Andante

L'atmosfera de l'obra és misteriosa, conté força emocional així com fondària psicològica. La part de piano té alguns trets impressionistes. La part de soprano es va reescriure i es va baixar pel compositor per a contralt. Dura aproximadament uns 37 minuts.